# Минтон, Ивонна
Иво́нна Ми́нтон (Yvonne Minton) (род. 4 декабря 1938, Сидней) — австралийская и британская оперная певица (меццо-сопрано и контральто). Командор Ордена Британской империи (1980). Хотя в обширном репертуаре Минтон были сочинения эпохи барокко (Г. Пёрселл, И. С. Бах, Г. Ф. Гендель), венской классики (В. А. Моцарт, Л. ван Бетховен) и романтизма (Г. Берлиоз, Р. Вагнер, А. Брукнер), наибольшую известность получила как интерпретатор музыки XX века (Г. Малер, Р. Штраус, А. Шёнберг, А. Берг, П. Булез).

## Очерк жизни и творчества
Училась в консерватории Сиднея (класс вокала Марджори Уокер). В 1960 году переехала в Лондон, где брала уроки вокала у Генри Каммингса и Джоан Кросс. В 1964 году дебютировала на оперной сцене в партии Лукреции («Поругание Лукреции» Б. Бриттена). В 1965–1977 годах была солисткой Ковент-Гардена, где (среди прочего) с успехом пела Октавиана («Кавалер розы» Р. Штрауса) — партию, которая в 1980-х годах стала её своеобразной визитной карточкой.
Выступала во многих престижных оперных театрах мира, в том числе, в Лирической опере Чикаго (неоднократно с 1970), в миланском «Ла Скала» (1970), в Метрополитен-опере (1973), в Парижской опере (1976), в Венской государственной опере (неоднократно с 1972).
Выступала на знаменитых музыкальных фестивалях — Глайндборнском (Колдунья / «Дидона и Эней» Г. Пёрселла, 1965; Ларина / «Евгений Онегин» П.И.Чайковского, 1994), Байрейтском (впервые в партии Брангены / «Тристан и Изольда», 1974; затем в партиях Фрики и Вальтрауты в юбилейной постановке «Кольца нибелунга», 1976), Зальцбургском (Октавиан, 1978 и 1979). Участвовала в премьерной постановке полной версии «Лулу» А. Берга (Графиня Гешвиц; Париж, 1979).
Среди других партий: Дорабелла («Так поступают все женщины» В. А. Моцарта, 1971), Керубино («Свадьба Фигаро» Моцарта, 1971), Секст («Милосердие Тита» Моцарта, 1976), Кундри («Парсифаль» Р. Вагнера), Женевьева («Пеллеас и Мелизанда» К. Дебюсси, 1970), Клитемнестра  («Электра» Р. Штрауса, 1991), Композитор («Ариадна на Наксосе» Р. Штрауса, неоднократно) Графиня Хельфенштейн («Художник Матис» П. Хиндемита, 1995), Тея («Сад-узел» М. Типпетта, премьерный спектакль, 1970), Далила («Самсон и Далила» К. Сен-Санса, 1972), Беатриче («Беатриче и Бенедикт» Г. Берлиоза).
Помимо оперы выступала также на концертной эстраде, а также записывалась в разных — крупных и камерных — вокальных жанрах в диапазоне от барокко до сериалистических композиций авангардистов. Среди аудиозаписей: Месса си минор И. С. Баха, «Мессия» Г. Ф. Генделя, «Торжественная месса» Л. ван Бетховена, «Ромео и Джульетта» Г. Берлиоза, «Пять песен на стихи М. Везендонк» Р. Вагнера, Реквием Дж. Верди, Te Deum А. Брукнера, «Песни Гурре» и «Лунный Пьеро» А. Шёнберга, «Молоток без мастера» П. Булеза. Минтон неоднократно выступала и записывалась в малеровском репертуаре, среди произведений «Пять песен на слова Ф. Рюккерта» (с П. Булезом), Восьмая симфония (с Г. Шолти), «Песни об умерших детях» (Зальцбургский фестиваль, c Венским филармоническим оркестром под управлением К. Бёма, 1978) и др. Подборка оркестровых песен Малера в исполнении Минтон (с Г. Шолти) опубликована в 2018 году на двух CD «Yvonne Minton sings Mahler», опубликованном на лейбле Decca.
В 1990-е годы вела мастер-класс по оперному вокалу в Королевской академии музыки (Лондон).
Возведена в рыцарское достоинство (Командор Ордена Британской империи, 1980).